# هوكر 400
هوكر 400 (بالإنجليزية: Hawker 400)‏ هي نفاثة أعمال أنتجت في 1978 بالولايات المتحدة. من صناعة هوكر بيتش كرافت. كان أول طيران لها في 29 أغسطس 1978. ومازالت في الخدمة حتى الآن. صنع منها 700 طائرة، وسعر الطائرة الواحدة منها هو 7.4 مليون دولار.